# Otto Kaemmel
Karl Heinrich Otto Kaemmel (* 25. September 1843 in Zittau; † 19. September 1917 in Loschwitz bei Dresden) war ein deutscher Historiker und Gymnasiallehrer.

## Leben
Otto Kaemmel wurde 1843 als Sohn des Gymnasialdirektors Heinrich Julius Kaemmel (1813–1881) und dessen Frau Emilie Kaemmel geboren. Er studierte von 1862 bis 1866 Geschichte und philologische Fächer an der Universität Leipzig und reichte 1869 seine Dissertation an der Universität Göttingen ein. Im selben Jahr heiratete er Auguste Ida Schramm, Tochter des Zittauer Architekten Carl August Schramm. In der Folge war er bis 1874 Lehrer am Gymnasium in Plauen, anschließend wechselte er an das neu gegründete Königliche Gymnasium in Dresden-Neustadt. Dort lehrte er zugleich in den Jahren 1877 bis 1879 als Privatdozent für Geschichte an der Technischen Hochschule Dresden. 1890 bis 1909 war er Rektor des Nikolaigymnasiums in Leipzig. 1897 wurde er Mitglied der Königlich Sächsischen Kommission für Geschichte.
Neben seiner pädagogischen Tätigkeit trat er als Autor in Erscheinung, wobei er sowohl wissenschaftliche Beiträge verfasste als auch mehrere an eine breite Leserschicht gerichtete Geschichtsbücher, die jeweils in mehreren Auflagen größere Verbreitung fanden. Außerdem trug er zu verschiedenen Lexika bei, darunter der Allgemeinen Deutschen Biographie und Brockhaus’ Konversationslexikon. Sein besonderes Interesse galt der Geschichte Sachsens, hier insbesondere der Schulgeschichte.

## Veröffentlichungen (Auswahl)
- Grundzüge der Geschichte für die oberen Klassen der Gymnasien und Realgymnasien. Teil 3. Höckner, Dresden 1886 (Digitalisat).
- Deutsche Geschichte, Höckner, Dresden 1889.
- Festschrift zur 800 JAEHR. JUBELFEIER DES HAUSES WETTIN. Künstlerisch ausgestattet von Historienm. Prof. E. A. Donadini. Druck von Wilhelm Hoffmann Dresden. 1889.
- Sächsische Geschichte, Göschen, Leipzig 1899.
  - Neuauflage der 2. Auflage, Göschen, Leipzig 1905, mit einem Beitrag Sächsische Geschichte im 20. Jahrhundert von Agatha Kobuch und einer Bibliographie von Manfred Kobuch, Hellerau-Verlag, Dresden 1995, ISBN 3-910184-01-4.
- Grundzüge der sächsischen Geschichte für Lehrer und Schüler höherer Schulen Huhle, Dresden 1892 (Digitalisat).
- Geschichte des Leipziger Schulwesens vom Anfange des 13. bis gegen die Mitte des 19. Jahrhunderts (1214–1846), Teubner, Berlin und Leipzig 1909.
- Zeittafeln zur Weltgeschichte. 2 Teile. Schlimpert, Meißen 1914 (Digitalisat).